# معاهدة الصداقة المغربية الأمريكية
معاهدة الصداقة المغربية الأمريكية هي معاهدة وقعت من طرف سلطان المغرب محمد الثالث بن عبد الله والرئيس الثالث للولايات المتحدة الأمريكية توماس جفرسون سنة 1786.
آثار فترة حكم محمد الثالث في المغرب كانت كبيرة، حيث تمتع الشعب المغربي بالاستقرار والأمن والرفاهية. كانت آثار المعاهدة على مدى السنوات الـ222 التالية مهمة حيث جنى كل من الولايات المتحدة والمغرب فوائد من الاتفاقية التي أدت إلى زيادة الواردات والصادرات وحدوث قدر كبير من الرخاء الاقتصادي للبلدين. كان السلام والصداقة بين البلدين مثالا للأمم الأخرى تبين الفوائد الهامة للدبلوماسية الدولية.

## خلفية
في 20 من دجنبر سنة 1777 أعلن السلطان محمد الثالث بن عبد الله أن جميع السفن التي تبحر تحت العلم الأمريكي يمكن أن تدخل بحرية الموانئ المغربية، هذا العمل، وفي ظل الممارسة الدبلوماسية للمغرب في نهاية القرن الثامن عشر، وضع الولايات المتحدة على قدم المساواة مع جميع الدول الأخرى التي أبرم السلطان معاهدات معها. بإصدار هذا الإعلان، أصبح المغرب من أوائل الدول التي اعترفت علناً باستقلال الجمهورية الأمريكية.

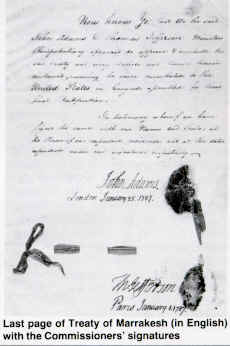
معاهدة الصداقة المغربية الأمريكية (مراكش، 1786)

## وصلات خارجية
- نص المعاهدة من مكتبة الكونغريس (باللغة الإنجليزية)